# Mathias Le Groing de La Romagère

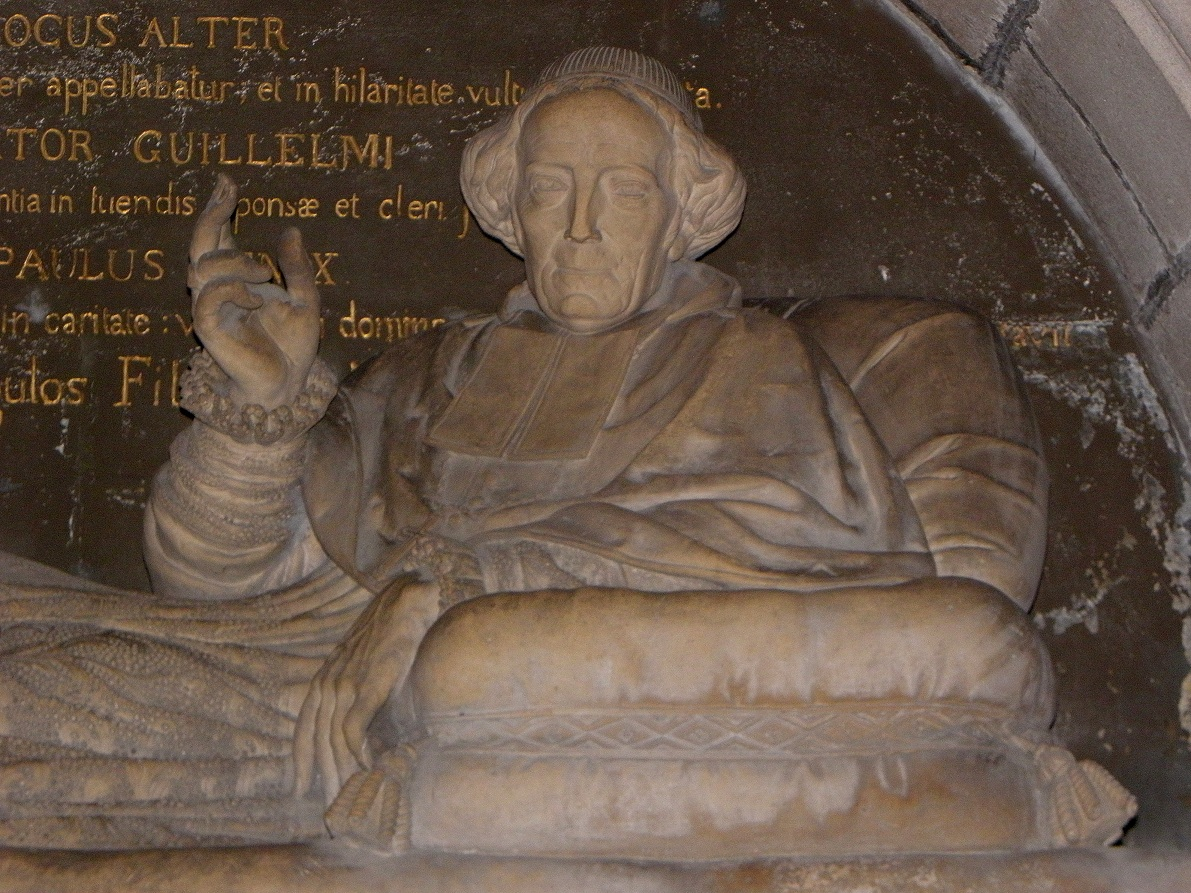
Grabmal von Mathias Le Groing de La Romagère

Mathias Le Groing de La Romagère (* 5. Dezember 1756 in Saint-Sauvier, Département Allier; † 19. Februar 1841 in Saint-Brieuc) war ein französischer Bischof.

## Leben
Mathias Le Groing de La Romagère stammte aus einer alten Adelsfamilie des Berry. Er wurde 1756 als achtes Kind des Grafen Charles Le Groing de La Romagère (1725–1796) und dessen Ehefrau Claire Mulatier de La Trollière im Herrenhaus von La Romagère in Saint-Sauvier im Berry in Zentralfrankreich geboren und war ein jüngerer Bruder des Seligen Pierre-Joseph Le Groing de la Romagère (1752–1794).
Er studierte am Kolleg der Oratorianer in Vendôme, dann am Priesterseminar St. Sulpice und an der Sorbonne, wo er 1780 Prior wurde. 1783 ernannte ihn Bischof Anne-Antoine-Jules de Clermont-Tonnerre von Châlons zum Théologal (ein Domherr mit den speziellen Aufgaben eines Theologieprofessors) mit dem Titel eines Generalvikars. Als solcher leitete er seit dem Beginn der Französischen Revolution de facto die Diözese. Weil er den Eid auf die Zivilverfassung des Klerus nicht leisten wollte, wurde er während der Schreckensherrschaft 1793 auf dem Château de la Mazières im Département Cher verhaftet und zunächst im Gefängnis von Saint-François in Bourges interniert, wo er seine Memoiren zu schreiben begann. Am 6. März 1794 wurde er auf das Gefängnisschiff Les Deux Associés vor der Île-d’Aix bei Rochefort verlegt. Während sein ebenfalls dorthin deportierter Bruder (wie viele hundert weitere Sträflinge) an den Haftbedingungen starb, überlebte Mathias Le Groing und konnte nach seiner Freilassung am 31. März 1795 über die Ereignisse berichten.
Nach dem Ende der Revolution wurde er Generalvikar in Bourges und Clermont-Ferrand. 1817 zum Bischof von Saint-Brieuc ernannt, wurde er am 23. August 1819 präkonisiert. Am 19. Oktober 1819 spendete ihm Bischof Clermont-Tonnerre in der Kirche der Karmeliten in Paris (St-Joseph-des-Carmes?) die Bischofsweihe; Mitkonsekratoren waren Louis-Siffrein-Joseph de Salamon und Alexis Saussol, Bischof von Sées. Am 15. November 1819 nahm er sein Bistum in Besitz.
Während seiner Amtszeit gründete er mehrere wohltätige Einrichtungen in der Diözese, wie das von den Barmherzigen Brüdern vom hl. Johannes von Gott geführte Waisenheim in Léhon, das von Abbé Samson Garnier geleitete Taubstummenhaus in Lamballe sowie ein Knabenseminar in Plouguernével und ein Altersheim für Priester in Saint-Aubin. Während der Cholera-Epidemie von 1832 kümmerte er sich besonders um die Bevölkerung von Paimpol und Bréhat.
Er starb 1841 in Saint-Brieuc und wurde im Querschiff der Kathedrale beigesetzt.

## Erinnerungen an die „Pontons“
Bischof de La Romagère hinterließ seine handschriftlichen Memoiren, welche auch die Revolutionsjahre 1789 bis 1794 mit der Zeit seiner Haft im Gefängnis St-François in Bourges und auf dem Gefängnisschiff („Ponton“) umfassten, überschrieben Les Deux Associés. Das Original ist verschollen. Es existiert nur noch eine von Studenten des Priesterseminars von Saint-Brieuc angefertigte Abschrift in fünf Bänden, insgesamt ca. 1.690 Seiten. Ein Teil davon wurde 1927 von Auguste Lemasson herausgegeben. Dieser Bericht ist einer der wenigen erhaltenen Augenzeugenberichte über die unvorstellbaren Haftbedingungen auf den Pontons, die den Tod mehrerer hundert Sträflinge, vor allem Priester, zur Folge hatte. 64 von ihnen wurden 1995 von Papst Johannes Paul II. seliggesprochen (Märtyrer von Rochefort).

## Werke
- Les actes des prêtres insermentés du diocèse de Saint-Brieuc mis à mort de 1794 à 1800, suivis de la relation de la captivité de Mgr. de La Romagère sur les pontons de Rochefort. Prud’homme, Saint-Brieuc 1927, 397 S. (Digitalisat)